# Краухталь
Краухталь (нем. Krauchthal) — коммуна в Швейцарии, в кантоне Берн.
Входит в состав округа Бургдорф. Население составляет 2345 человек (на 31 декабря 2006 года). Официальный код — 0414.

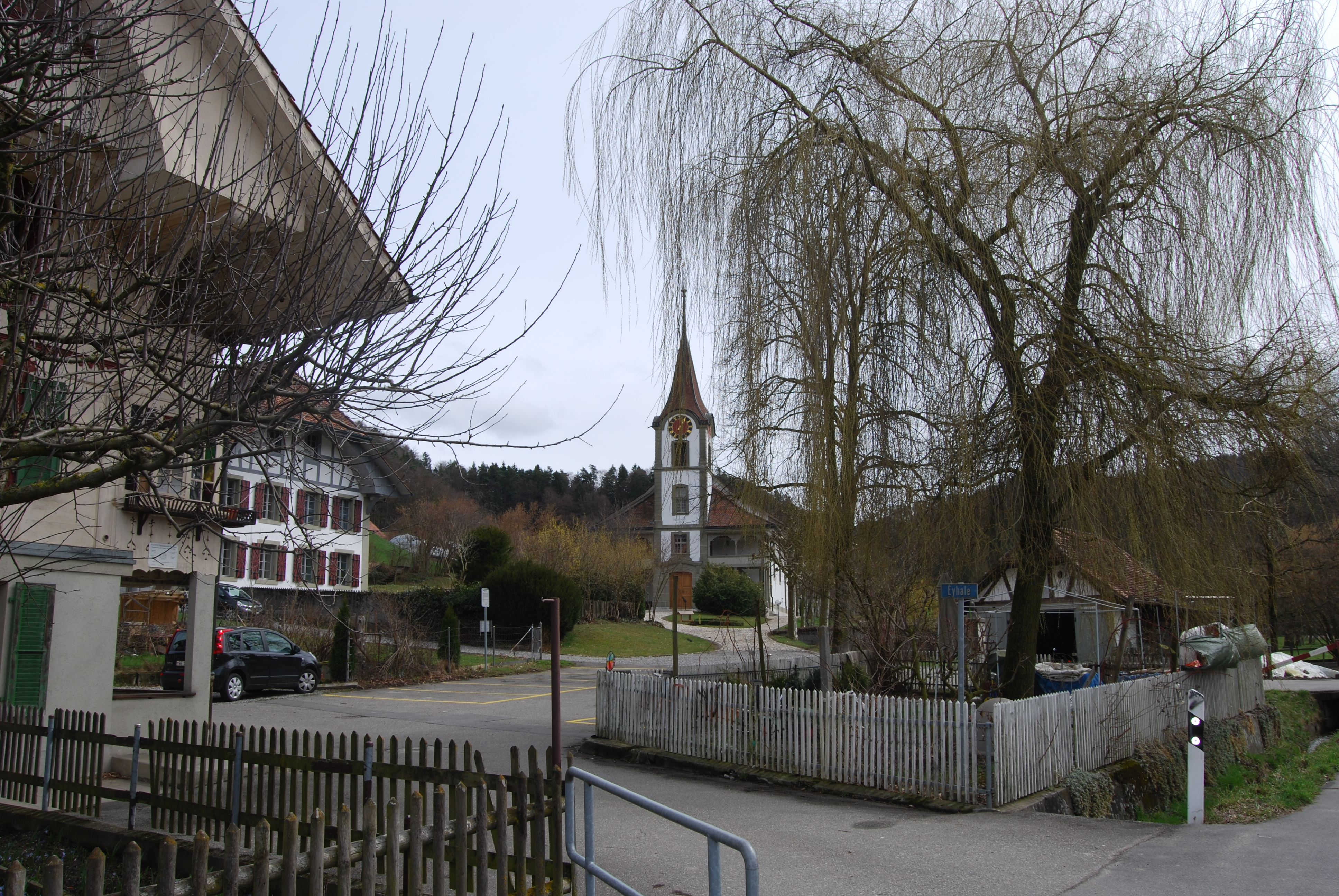
Краухталь